# Andreas Dryander
Andreas Dryander, född 14 oktober 1632 i Göteryds församling, Kronobergs län, död 4 oktober 1679 i Göteryds församling, Kronobergs län, var en svensk präst och riksdagsman.

## Biografi
Andreas Dryander föddes 1632 i Göteryds församling. Han var son till kyrkoherden Andreas Erici Dryander och Annan Andersdotter. Dryander blev student vid Dorpats universitet och 1658 vid Uppsala universitet. Han dispituerade 1660 och 1661. År 1662 avlade han magisterexamen och blev samma år kyrkoherde i Göteryds församling. Dryander blev 1673 kontraktsprost i Sunnerbo kontrakt. Han var riksdagsman vid Riksdagen 1675. Dryander avled 1679 i Göteryds församling.

### Familj
Dryander gifte sig 2 oktober 1662 med Maria Unnera (1646–1711). Hon var dotter till lektorn Gislo Unnerus och Helena Eriksdotter. Dryander och Unnera fick tillsammans barnen studenten Anders Dryander, Sara Dryander som gifte sig första gången med kyrkoherden Magnus Fiorin i Tolgs församling och andra gången med kyrkoherden Elias Amerin i Tolgs församling, Annika Dryander som var gift med kyrkoherden Bengt Littorin i Södra Ljunga församling, Brita Dryander (född 1667) som var gift med kyrkoherden Petrus Colliander i Annerstads församling och Christina Dryander som gifte sig första gången med dragonlöjtnanten Jonas Wirein och andra gången med kyrkoherden Bengt Höök i Visingsö församling. Efter Dryanders död gifte Maria Unnera om sig med kyrkoherden Andreas Ingerman i Göteryds församling.